# Rilevamento di Kosmann
In geometria differenziale, il rilevamento di Kosmann (in inglese Kosmann lift) di un campo vettoriale {\displaystyle X\,}, definito su una varietà riemanniana {\displaystyle (M,g)\,}, è la proiezione canonica {\displaystyle X_{K}\,} sul fibrato dei riferimenti ortonormali del suo rilevamento naturale (in inglese natural lift) {\displaystyle {\hat {X}}\,} definito sul fibrato dei riferimenti lineari. Prende il nome della matematica francese Yvette Kosmann-Schwarzbach.

## Introduzione
In generale, assegnato un sottofibrato {\displaystyle Q\subset E\,} di un fibrato {\displaystyle \pi _{E}\colon E\to M\,} sopra {\displaystyle M} e un campo vettoriale {\displaystyle Z\,} su {\displaystyle E}, la sua restrizione {\displaystyle Z\vert _{Q}\,} a {\displaystyle Q} risulta essere un campo vettoriale "lungo" {\displaystyle Q}, non sopra (ovvero tangente a) {\displaystyle Q}. Se con {\displaystyle i_{Q}\colon Q\hookrightarrow E} si denota l'immersione canonica, allora {\displaystyle Z\vert _{Q}\,} risulta essere una sezione del fibrato (in inglese pullback bundle) {\displaystyle i_{Q}^{\ast }(TE)\to Q\,}, definito da:
{\displaystyle i_{Q}^{\ast }(TE)=\{(q,v)\in Q\times TE\mid i(q)=\tau _{E}(v)\}\subset Q\times TE,\,}
dove {\displaystyle \tau _{E}\colon TE\to E\,} è il fibrato tangente al fibrato {\displaystyle E}.
Ora, si supponga che sia stata assegnata una decomposizione di Kosmann del fibrato {\displaystyle i_{Q}^{\ast }(TE)\to Q\,}, tale che
{\displaystyle i_{Q}^{\ast }(TE)=TQ\oplus {\mathcal {M}}(Q),\,}
i.e., in ogni punto {\displaystyle q\in Q} vale {\displaystyle T_{q}E=T_{q}Q\oplus {\mathcal {M}}_{u}\,,} dove {\displaystyle {\mathcal {M}}_{u}} è un sottospazio vettoriale di  {\displaystyle T_{q}E\,} e si assume per ipotesi che {\displaystyle {\mathcal {M}}(Q)\to Q\,} costituisca un fibrato vettoriale su {\displaystyle Q}. Segue che la restrizione {\displaystyle Z\vert _{Q}\,} a {\displaystyle Q} si decompone in un campo vettoriale tangente {\displaystyle Z_{K}\,} definito sopra {\displaystyle Q} e in un campo vettoriale transverso {\displaystyle Z_{G},\,} che risulta essere una sezione del fibrato {\displaystyle {\mathcal {M}}(Q)\to Q.\,}

## Definizione
Sia {\displaystyle \mathrm {F} _{SO}(M)\to M} il fibrato dei riferimenti ortonormali orientati di una varietà riemanniana orientata {\displaystyle (M,g)} {\displaystyle n}-dimensionale. Esso è un {\displaystyle {\mathrm {S} \mathrm {O} }(n)}-sottofibrato principale del fibrato dei riferimenti lineari {\displaystyle \mathrm {F} M\,} della varietà {\displaystyle M}. Il gruppo di struttura del fibrato principale {\displaystyle \mathrm {F} M} è il gruppo lineare {\displaystyle {\mathrm {G} \mathrm {L} }(n,\mathbb {R} )\,}. Per definizione, si può dire che è data una {\displaystyle {\mathrm {S} \mathrm {O} }(n)}-struttura riduttiva classica. Il gruppo speciale ortogonale {\displaystyle {\mathrm {S} \mathrm {O} }(n)\,} è un sottogruppo di Lie riduttivo di {\displaystyle {\mathrm {G} \mathrm {L} }(n,\mathbb {R} )\,}. Infatti, vale la seguente somma diretta {\displaystyle {\mathfrak {gl}}(n)={\mathfrak {so}}(n)\oplus {\mathfrak {m}}\,}, dove {\displaystyle {\mathfrak {gl}}(n)\,} è l'algebra di Lie di {\displaystyle {\mathrm {G} \mathrm {L} }(n,\mathbb {R} )\,}, {\displaystyle {\mathfrak {so}}(n)\,} è l'algebra di Lie di {\displaystyle {\mathrm {S} \mathrm {O} }(n)\,}, e {\displaystyle {\mathfrak {m}}\,} è il sottospazio vettoriale {\displaystyle \mathrm {Ad} _{\mathrm {S} \mathrm {O} }}-invariante delle matrici simmetriche, i.e. {\displaystyle \mathrm {Ad} _{a}{\mathfrak {m}}\subset {\mathfrak {m}}\,} per ogni {\displaystyle a\in {\mathrm {S} \mathrm {O} }(n).}
Sia {\displaystyle i_{\mathrm {F} _{SO}(M)}\colon \mathrm {F} _{SO}(M)\hookrightarrow \mathrm {F} M} l'immersione canonica.
Si dimostra che esiste una decomposizione di Kosmann canonica del fibrato {\displaystyle i_{\mathrm {F} _{SO}(M)}^{\ast }(T\mathrm {F} M)\to \mathrm {F} _{SO}(M)} tale che
{\displaystyle i_{\mathrm {F} _{SO}(M)}^{\ast }(T\mathrm {F} M)=T\mathrm {F} _{SO}(M)\oplus {\mathcal {M}}(\mathrm {F} _{SO}(M))\,,}
i.e., in ogni {\displaystyle u\in \mathrm {F} _{SO}(M)} si ha {\displaystyle T_{u}\mathrm {F} M=T_{u}\mathrm {F} _{SO}(M)\oplus {\mathcal {M}}_{u}\,,} dove {\displaystyle {\mathcal {M}}_{u}} è la fibra sopra  {\displaystyle u} del sottofibrato {\displaystyle {\mathcal {M}}(\mathrm {F} _{SO}(M))\to \mathrm {F} _{SO}(M)} di {\displaystyle i_{\mathrm {F} _{SO}(M)}^{\ast }(V\mathrm {F} M)\to \mathrm {F} _{SO}(M)}. Con {\displaystyle V\mathrm {F} M\,} si denota il sottofibrato verticale di {\displaystyle T\mathrm {F} M\,}; in ogni {\displaystyle u\in \mathrm {F} _{SO}(M)} la fibra {\displaystyle {\mathcal {M}}_{u}} è isomorfa allo spazio vettoriale delle matrici simmetriche {\displaystyle {\mathfrak {m}}}.
Dalla decomposizione canonica ed equivariante sopra riportata, segue che la restrizione {\displaystyle Z\vert _{\mathrm {F} _{SO}(M)}\,} a {\displaystyle \,\mathrm {F} _{SO}(M)} di un campo vettoriale {\displaystyle {\mathrm {G} \mathrm {L} }(n,\mathbb {R} )}-invariante {\displaystyle Z\,} definito sopra {\displaystyle \mathrm {F} M} si decompone nella somma di un campo vettoriale {\displaystyle {\mathrm {S} \mathrm {O} }(n)}-invariante {\displaystyle Z_{K}\,} definito sopra {\displaystyle \mathrm {F} _{SO}(M)} e di un campo vettoriale trasverso {\displaystyle Z_{G}\,}.
In particolare, per ogni campo vettoriale {\displaystyle X\,} definito sopra la varietà di base {\displaystyle (M,g)\,}, segue che la restrizione {\displaystyle {\hat {X}}\vert _{\mathrm {F} _{SO}(M)}\,} a {\displaystyle \,\mathrm {F} _{SO}(M)\to M} del suo rilevamento naturale {\displaystyle {\hat {X}}\,} definito sopra {\displaystyle \mathrm {F} M\to M} si decompone nella somma di un campo vettoriale {\displaystyle {\mathrm {S} \mathrm {O} }(n)}-invariante {\displaystyle X_{K}\,} definito sopra {\displaystyle \mathrm {F} _{SO}(M)}, detto rilevamento di Kosmann di {\displaystyle X\,}, e di un campo vettoriale trasverso {\displaystyle X_{G}\,}.